# Museo di Genga arte storia territorio
Il Museo di Genga arte storia territorio già Museo d'arte sacra "San Clemente" precedentemente collocato nella chiesa di San Clemente di Genga (AN) è ubicato ora nel Palazzo Fiumi - Sermattei (Palazzo Della Genga) nel centro storico gengarino.
La raccolta comprende pitture su tavola e su tela, un trittico e uno stendardo quattrocentesco di Antonio da Fabriano, artista influenzato dall'arte fiamminga; un dossale in terracotta attribuito a Pietro Paolo Agabiti (XVI secolo); una statua in marmo raffigurante la Madonna con il Bambino (scuola di Antonio Canova). 